# لورنزو لولو
لورنزو لولو (انگلیسی: Lorenzo Lollo؛ زادهٔ ۸ دسامبر ۱۹۹۰) بازیکن فوتبال اهل ایتالیا است.
از باشگاه‌هایی که در آن بازی کرده‌است می‌توان به باشگاه فوتبال کارپی، باشگاه فوتبال اسپتزیا، باشگاه فوتبال فیورنتینا، و باشگاه فوتبال امپولی اشاره کرد.